# Marán János
Marán János (Kajáta, 1819. január 17. (keresztelés) – Kistálya, 1892. július 11.) bölcseleti doktor, római katolikus plébános.

## Élete
Marán Ignác és Kupetzky Anna fiaként született. 1844-ben mint végzett teológus elnyerte a bölcsészettudori cimet. Ugyanebben az évben szentelték áldozárrá, s julius 31-én Nyíregyházára rendelték káplánnak. Ezen állomásán csak négy hónapot töltött, december hó elején a bölcsészeti tanulmányok felügyelőjévé nevezték ki a Szemináriumban. 1845 októberében az egri líceum filozófiai karán Magyar Ferenc helyére a számtan helyettes tanárává, 1846 októberében a számtan, valamint a történelem és a földrajz rendes tanárává mozdittatott elő. Mint líceumi tanár adta ki 1852-ben Ötjegyű sorszámok cimű tankönyvét. Kilenc évi tanársága után elnyerte a kistályai (Borsod vármegye) plébániai javadalmat. A mathézis terén számított ismert írónak.

## Munkái
- A mennyiségtan elemei. Tanítványai használatára kiadta. Eger, 1850-52 (I. Számtan. II. Mértan. III. Háromszögtan.)
- Ötjegyű sorszámok. A feltanodai ifjúság használatára. Uo. 1852
- Háromszögtan. A feltanodai ifjúság használatára. Írta Močnik Ferencz, ford., egy kőre rajzolt táblával. Uo. 1853